# 木村銃太郎
木村 銃太郎（きむら じゅうたろう、弘化3年（1847年） - 慶応4年7月29日（1868年9月15日）は、幕末の二本松藩士、諱は貞信、四人扶持広間番・砲術師範。

## 生涯
二本松藩武衛流砲術師範・木村貫治とせんの子に生まれる。幼少より砲術を学び、15、16歳では競射で優勝するなど頭角を現す。元治元年、藩命により江戸に出て江川坦庵に師事した。高島流砲術を学び、慶応三年末に帰藩、砲術師範として藩士師弟の教育に携わる。戊辰戦争の出陣時の出で立ちは、緋色の袴、白地に雲龍を描いた陣羽織、二本松明珍の具足に長刀という華々しいもので、八番組組頭・丹羽右近率いる大壇口守備隊の大砲方銃士隊長および幼年兵世話係を命じられ、慶応4年7月28日（1868年9月14日）に門下生からなる12歳から17歳までの藩士子弟たちを率いて城南大壇口へ出陣。翌29日、城下を目指す新政府軍と戦った。この戦いで被弾し、左腕に銃創を負う。副隊長二階堂衛守の介錯を受けて果てる。
徳富蘇峰は『近世日本国民史 第72冊』において、銃太郎の奮戦と死去について生存者の回顧を引用しつつ叙述している。
戦史的な位置付けは、大山柏『戊辰役戦史』に依拠した二本松の戦い#落城を参照されたい。

## 登場する作品
- 八重の桜(2013年・NHK大河ドラマ)－演：大地泰仁